# Christian Garve
Pour les articles homonymes, voir Garve.
Christian Garve, né le 7 janvier 1712 à Breslau où il est mort le 1er décembre 1798, est un philosophe allemand.
Garve compte parmi les plus connus, avec Kant et Mendelssohn des Lumières allemandes.

## Biographie
Garve étudia la théologie, puis les langues et les mathématiques à Francfort-sur-l'Oder et à Halle. Il alla suivre, à Leipzig, les cours de Gellert chez lequel il demeura, et y devint professeur de philosophie. Sa santé l’ayant forcé de renoncer à toutes fonctions, il retourna à Breslau, où il devint membre de la loge maçonnique « Friedrich zum goldenen Zepter ».
Sa réputation de philosophe était très répandue ; Frédéric II voulut le voir, et c’est sur ses conseils qu’il entreprit la traduction avec commentaires du De Officiis. Il professait pour le roi une admiration enthousiaste.
Le style des écrits de Garve, plus pratiques que profonds, est clair et harmonieux. Son Abhandlung über die menschlichen Pflichten (Traité des devoirs de l’homme; Breslau, 1783), traduction du De Officiis de Cicéron, eut un succès extraordinaire, auquel la faveur de Frédéric II ne fut pas étrangère. Ses autres livres sont pour la plupart des traductions, soit du latin ou du grec, soit de l’anglais, et des essais de morale. Les principaux de ces derniers ont formé les deux recueils de dissertations Sammlung einiger Abhandlungen (Collection de quelques papiers ; Leipzig, 1779, 2 vol.) et Versuche über verschiedene Gegenstände aus der Moral (Essais sur divers sujets de morale, 1792 d’autres ont paru séparément.
On cite de Garve un Rezension von Kant’s Kritik der reinen Vernunft (Examen critique de la raison pure de Kant Göttingen, 1782), l’un des premiers travaux d’exposition et d’interprétation de la philosophie kantienne, mais d’une insuffisance notoire. On trouve plus d’intérêt historique ou littéraire dans ses Fragmente zur Schilderung des Geistes, des Charakters und der Regierung Friedrichs des Zweiten (Fragments visant la description de l’esprit, du caractère et du gouvernement de Frédéric II ; Breslau, 1798 et dans ses divers recueils de Lettres (Vertraute Briefe an eine Freundin; Leipzig, 1801 ; Briefe an Weiße und einige andere Freunde ; Breslau, 1803 Briefwechsel zwischen Garve und G.-J. Zollikofer, Ibid., 1804).
Garve a résumé ainsi les principaux caractères de la philosophie morale parus dans le Traité des devoirs (De Officiis) publié par Cicéron en 44 av. J.-C. :

« Lorsque l’auteur n’examine pas la nature morale de l’homme en général, mais qu’il explique seulement les devoirs que lui impose la société, on s’aperçoit qu’il a parfaitement compris la philosophie de son maître ; il l’expose avec la plus grande clarté, et, nous n’en doutons pas, il l’a enrichie de ses propres découvertes. Mais, dans les recherches purement théoriques, dans le développement des notions abstraites, lorsqu’il est question de découvrir les parties simples de certaines qualités morales ou de résoudre certaines difficultés qui se présentent, Cicéron ne réussit pas à être clair lorsqu’il copie ; et, quand il vole de ses propres ailes, ses idées ne pénètrent pas bien avant, mais restent attachées à la superficie. Parle-t-il de la nature de la bienfaisance, du decorum, et des règles du bon ton, de la société et de la manière de s’y conduire, des moyens de se faire aimer et respecter ? Il est instructif par sa clarté et sa précision, il est intéressant par la vérité de ce qu’il dit, et même par les idées nouvelles qu’on croit y apercevoir. Mais les doctrines de la vertu parfaite et imparfaite, du double decorum et du bon ordre, la démonstration de la proposition qui dit que la vertu sociale est la première de toutes les vertus, démonstration fondée sur l’idée de la sagesse, et surtout la théorie des collisions, qui remplit tout le troisième livre, ne sont ni si clairement exprimées ni si bien développées. La situation politique dans laquelle Cicéron se trouvait, et qui, jusqu’à un certain point, ressemblait à celle où avaient été placés les plus anciens philosophes de la Grèce, donne un caractère particulier à sa morale. Les individus qu’elle a en vue sont presque toujours les hommes de la haute classe, destinés à prendre part à l’administration de l’État. Sa morale descend-elle à une autre classe ? C’est tout au plus celle des hommes qui s’occupent de l’instruction et des sciences. Les autres classes de la société y trouvent, il est vrai, les préceptes généraux de la vertu qui sont communs à tous les hommes, parce qu’ils ont tous la même nature ; mais elles y chercheraient en vain l’application de ces règles aux circonstances où elles sont placées ; en revanche, elles y liront beaucoup de préceptes dont elles n’auront jamais occasion de faire usage.
Chose singulière ! Tandis que les constitutions des anciennes républiques abaissaient l’orgueil politique, en faisant dépendre la grandeur de la faveur populaire, les préjugés du monde ancien nourrissaient l’orgueil philosophique en n’accordant le privilège de l’instruction qu’aux hommes que leur naissance ou leur fortune destinaient à gouverner leurs semblables. C’est par une suite de cette manière de voir que les préceptes moraux de Cicéron dégénèrent si souvent en maximes de politique. Ainsi, lorsqu’il prescrit des bornes à la curiosité, c’est afin qu’elle n’empêche pas de se livrer aux affaires politiques ; ainsi il recommande avant tout cette espèce de justice qu’exercent les administrateurs par leur impartialité et leur désintéressement ; et il blâme surtout les injustices qui sont commises par ceux qui se trouvent à la tête des armées et des gouvernements. C’est pour la même raison qu’il s’étend si longuement sur les moyens de se rendre agréable au peuple, sur l’éloquence, comme trayant le chemin des honneurs, sur les droits de la guerre ; c’est pour cela que l’amour du peuple et l’honneur lui paraissent des choses de la plus haute utilité, c’est pour cela que ses exemples sont tous tirés de l’histoire politique.
Enfin cette manière de voir est la cause de la grande inégalité qui se trouve dans le développement que Cicéron donne aux différentes espèces de devoirs. Ceux par lesquels l’homme perfectionne sa nature morale ou son état extérieur ne sont que brièvement indiqués. La vie domestique n’est prise en considération qu’autant qu’elle forme le passage à la vie civile et qu’elle sert de base à la vie sociale. Les devoirs de la religion sont entièrement passés sous silence. Les rapports seuls que présente la société civile sont regardés comme importants : quelques-uns sont traités avec un détail qui appartient plutôt à la science politique. »

## Œuvres
- (de) Gesammelte Werke, Éd. K. Wölfel, 15 vols., 1985-